# Вилијам Хогарт
Вилијам Хогарт (енгл. William Hogarth; Лондон, 1697 — 1764) био је енглески сликар и графичар. Првобитно је обучен за гравирање на металу а сликарству се посветио тек 1725. године. У облику сценског приказа сличног оном у позоришту стварао је савремене моралне сатире рококоовске грациозности у којима је бритком иронијом, преувеличавањем и заоштравањем износио критику друштва да би касније почео да исказује интересовање за обичне људе. У периоду од 1730. године до 1732. године настала је његова серија те врсте која је данас сачувана само у виду графичких репродукција, The Harlot’s Progress која показује животни пут једне куртизане. Следе Живот развратника из 1735. године и Венчање по моди из 1743. године. Захваљујући графичким репродукцијама (које је Хогарт често и сам правио) а за које је 1735. године први пут у историји уметности издејствовао ауторско право, његове серије су доживеле широку распрострањеност. Тим радовима извршио је велики утицај на социјалну графику 19. века и постао је оснивач модерне карикатуре. Својим суптилним портретима који су у почетку били под утицајем Антоана Ватоа (а међу њима је било и портрета деце са скривеном симболиком) Хогарт је постао нека врста уметничког путоказа у Енглеској. Цртачка академија у улици St Martin Lane у Лондону коју је 1734. године наследио од свог таста сера Џ. Торнхила постала је под његовим руководством једна од најзначајнијих енглеских уметничких школа пре оснивања Краљевске академије. Пажњу је изазвало и његово дело из теорије уметности Анализа лепоте које је објавио 1753. године и у којем се залаже за то да се принципи лепог траже у природи а не у традиционалним теоријама о пропорцијама.
Хогарт је рођен у Лондону у породици ниже средње класе. У младости је ступио на шегртовање код гравера, али га није завршио. Његов отац је прошао кроз периоде мешовитог успега, и једно време је био затворен уместо неизмирених дугова, што је догађај за који се сматра да је снажно утицао на Вилијамове слике и графике.
Под утицајем француског и италијанског сликарства и гравирања, Хогартова дела су углавном сатиричне карикатуре, понекад непристојно сексуалне, углавном првог ранга реалистичког портрета. Постале су широко популарне и масовно произвођене путем графика током његовог живота, а он је био далеко најзначајнији енглески уметник своје генерације. Чарлс Лам је сматрао да су Хогартове слике књиге, испуњене „препуним, плодним, сугестивним значењем речи. Остале слике гледамо; његове слике читамо”.

## Рани живот
Вилијам Хогарт је рођен је у Бартоломеу Клозу у Лондону од оца Ричарда Хогарта, сиромашног наставника латинског језика и писца уџбеника, и мајке Ен Гибонс. У младости је био шегрт код гравера Елиса Гамбла у Лестер Филдсу, где је научио да гравира трговачке карте и сличне производе.
Млади Хогарт се такође живо интересовао за улични живот метрополе и лондонске сајмове и забављао се цртајући ликове које је видео. Отприлике у исто време, његов отац, који је отворио неуспешну латинску кафану код Сент Џонс капије, био је затворен због дугова у затвору Флит пет година. Хогарт никада није говорио о затворском периоду свог оца.
Године 1720, Хогарт се уписао на првобитну академију Ст Мартин'с Лејн у Питер Корту у Лондону, коју су водили Луис Шерон и Џон Вандербанк. Похађао је наставу заједно са другим будућим водећим личностима у уметности и дизајну, као што су Џозеф Хајмор, Вилијам Кент и Артур Понд. Међутим, чини се да је академија престала са радом 1724. године, отприлике у исто време када је Вандербанк побегао у Француску како би избегао кредиторе. Хогарт се присетио прве инкарнације академије: „ово је трајало неколико година, али је благајник утајио новац од претплате, те су пећ, лампе итд. заплењени за кирију и цела афера је досегла свој крај.“ Хогарт се затим уписао у још једну школу цртања, у Ковент Гардену, убрзо након што је отворена у новембру 1724, коју је водио сер Џејмс Торнхил, сликарски наредник код краља. О Торнхиловој ери, Хогарт је касније тврдио да су му, чак и као шегрту, „слика Светог Павла и Гриничка болница ... у то време вртела у глави“, мислећи на масивне шеме декорације које је Торнхил насликао за куполу катедрале Светог Павла и болнице у Гриничу.
Хогарт је постао члан клуба Руже и круне, са Питером Тилемансом, Џорџом Вертуом, Мајклом Далом и другим уметницима и познаваоцима.

## Изабрани радови
Слике
- William Hogarth's paintings
- Пре, 1731
- После, 1731
- Портрет Иниго  Џоунса, енглеског архитекте
- Венчање Стефана Бекингама и Мери Кокс, 1729
- Бегарова опера VI, 1731, Тејтова британска верзија (22.5 x 30 ins.)
- Саутварк вашар, 1733
- Вилијам Џонс, математичар, 1740
- Хогартов портрет капетана Томаса Корама, 1740
- Мис Мери Едвардс 1742
- Продавачица шкампа 1740–1745
- Капија Калеа (позната и као О печена говедино Старе Енглеске), 1749.
- Марш гарде до Финчлија (1750), сатирични приказ трупа окупљених да бране Лондон од Јакобитске побуне 1745.
- Хогарт слика комичну музу. Аутопортрет који приказује Хогартова слика Талију, музу комедије и пасторалне поезије, 1757–1758.
- Клупа, 1758
- Хогартхове слуге, средина 1750-их.
- Изборна забава са натписом против грегоријанског календара „Дај нам наших једанаест дана“, 1755.
- Вилијам Хогартове Изборне серије, Хумор избора, плоча 2
- Спавајућа конгрегација, 1728, Институт уметности Минеаполиса

Гравуре
- Рана штампа из 1724, Праведан поглед на британску позорницу
- Индустрија и нерад, табла 11, Залудни шегрт погубљен у Тибурну
- Вилијам Хогартова гравура јакобитског лорда Ловата пре његовог погубљења
- Хогартова сатирична гравура радикалног политичара Џона Вилкса.
- Гравура, Пре у издању из 1736. године, базирана на ранијем „уљу”
- Гравура, После